# EGSY8p7
EGSY8p7, dopo GN-z11, è la seconda galassia più distante conosciuta con un redshift di z = 8,68 confermato spettroscopicamente. La galassia è stata scoperta da ricercatori del California Institute of Technology utilizzando il telescopio Keck nelle Hawaii.
La stessa galassia è stata anche studiata dai telescopi spaziali Hubble e Spitzer.
L'immagine di questa galassia si colloca in un periodo della storia dell'Universo quando questo aveva meno di 600 milioni di anni dal Big Bang. La sua luce ha impiegato 13,2 miliardi di anni per giungere fino alla Terra.
Sorprendentemente i ricercatori hanno potuto individuare le linee di emissione Lyman-alfa in un oggetto così distante. Ciò implica che queste galassie primordiali, emettendo già forti quantità di radiazioni, hanno precocemente partecipato al processo di reionizzazione che segna il passaggio da un universo opaco ad un universo trasparente. La radiazione ultravioletta emessa dalle giovani stelle, riscaldando le nubi di idrogeno, lo scindevano nei suoi costituenti, protoni ed elettroni.
È possibile che questo processo non si sia verificato in maniera uniforme, ma in alcune aree più velocemente e precocemente che in altre.
Nel 2023, tramite osservazioni col telescopio spaziale Webb, è stato scoperto al centro della galassia un buco nero supermassiccio, CEERS 1019. La sua massa è 6 milioni di volte quella del Sole e potrebbe trattarsi del buco nero supermassiccio più antico dell'universo.